# 154004 Haolei
154004 Haolei è un asteroide della fascia principale. Scoperto nel 2002, presenta un'orbita caratterizzata da un semiasse maggiore pari a 2,5200737 UA e da un'eccentricità di 0,1838183, inclinata di 12,86613° rispetto all'eclittica.